# Abdullah Al-Ahrak
Abdullah Abdulsalam Al-Ahrak (en árabe: عبد الله عبد السلام الأحرق‎; Doha, Catar; 10 de mayo de 1997) es un futbolista catarí. Juega de centrocampista y su equipo actual es el Al-Duhail de la Liga de fútbol de Catar. Es internacional absoluto por la selección de la Catar desde 2017.

## Selección nacional
A nivel juvenil, Al-Ahrak disputó cinco encuentros en la Copa Mundial de Fútbol Sub-20 de 2015.
Debutó por la  selección de la Catar  el 5 de septiembre de 2017 ante China por la Tercera ronda de la clasificación de AFC para la Copa Mundial de Fútbol de 2018.
Formó parte del plantel que disputó la Copa América 2019 y la Copa de Oro de la Concacaf 2021.
El 16 de agosto de 2022, se anunció que el centrocampista se perderá el mundial 2022 por lesión.

### Participaciones en Copas Continentales
| Copa                            | Sede           | Resultado      |
| ------------------------------- | -------------- | -------------- |
| Copa América 2019               | Brasil         | Fase de grupos |
| Copa de Oro de la Concacaf 2021 | Estados Unidos | Semifinales    |

## Clubes
| Club                  | País   | Año           |
| --------------------- | ------ | ------------- |
| Cultural Leonesa      | España | 2016-2017     |
| Al-Duhail             | Catar  | 2017-presente |
| Al-Ahli (a préstamo)  | Catar  | 2019-20       |
| Qatar SC (a préstamo) | Catar  | 2023-2024     |

## Palmarés

### Títulos nacionales
| Título                              | Club                         | País   | Año     |
| ----------------------------------- | ---------------------------- | ------ | ------- |
| Segunda División B de España        | Cultural y Deportiva Leonesa | España | 2016-17 |
| Liga de fútbol de Catar             | Al-Duhail                    | Catar  | 2017-18 |
| Liga de fútbol de Catar             | Al-Duhail                    | Catar  | 2019-20 |
| Copa del Emir de Catar              | Al-Duhail                    | Catar  | 2018    |
| Copa del Emir de Catar              | Al-Duhail                    | Catar  | 2019    |
| Copa del Emir de Catar              | Al-Duhail                    | Catar  | 2022    |
| Copa Príncipe de la Corona de Catar | Al-Duhail                    | Catar  | 2018    |

### Títulos internacionales
| Título                      | Equipo                              | Sede     | Año  |
| --------------------------- | ----------------------------------- | -------- | ---- |
| Campeonato sub-19 de la AFC | Selección de fútbol sub-20 de Catar | Birmania | 2014 |